# Реметалк I (царь Фракии)
Реметалк I или Ройметалк (др.-греч. Ῥυμητάλκης, Ῥοιμητάλκης; ум. в 12/13 году) — фракийский династ, царь фракийского племени сапеев с около 18 года до н. э., царь Фракии с 11 года до н. э. по 12/13 год. Сын сапейского царя Котиса II, союзник Марка Антония, затем Октавиана Августа.

## Происхождение и начало правления
Реметалк I происходил из рода царей фракийского племенного образования сапеев, являвшихся своего рода соправителями (парадинастами) по отношению к астейско-одрисским царям после гибели Одрисского царства в III веке до н. э. Считается, что Реметалк был одним из сыновей сапейского царя Котиса II, вероятно, распространившего свою власть на всю территорию Древней Фракии. Вывод о том, что Реметалк I и его брат Рескупорид II являлись сыновьями царя Котиса, основывается на сохранившихся надписях, содержащих сведения о происхождении фракийского царя Реметалка II (25/26—37/38), согласно которым, Реметалк II был сыном Рескупорида, внуком по отцу царя Котиса и внуком по матери царя Реметалка. Согласно же Анналам Тацита, Рескупорид II был братом и одним из наследников царя Реметалка I. Сопоставление этих данных позволило исследователям обосновать вывод о том, что Реметалк был сыном царя Котиса II.
В письменных источниках Реметалк I впервые упоминается Плутархом в связи с битвой при Акциуме 31 года до н. э. Первоначально Реметалк, как и одрисский царь Садал II, находился в лагере Марка Антония, однако вовремя переметнулся к Цезарю Октавиану и был им приближен. Плутарх называет Реметалка «царём фракийцев», однако в то время он не мог иметь этого титула, поскольку получил его от Октавиана значительно позже. Кроме того, судя по всему, в тот момент его отец Котис II был ещё жив и находился на сапейском престоле, объединяя под своей рукой всю Фракию. Следующие упоминания о Реметалке принадлежат Диону Кассию. Вначале он вскользь сообщает, что во Фракии Марк Лоллий покорил бессов, помогая Реметалку, «дяде и опекуну сыновей Котиса». Исходя из времени нахождения Марка Лоллия в должности проконсула Македонии, эти события имели место между 20 и 18 годами до н. э. В следующий раз Дион Кассий упоминает Реметалка в связи с восстанием бессов под предводительством 
Вологеза, жреца храма Диониса, поднявшимся между 15 и 11 годами до н. э. Согласно Диону Кассию, Вологез победил в сражении и убил Рескупорида, сына Котиса, после чего обратил в бегство его дядю Реметалка и преследовал его до Херсонеса Фракийского.
Сообщения Диона Кассия породили долгую дискуссию о родственных связях упомянутого в них Реметалка, поскольку если признать, что Реметалк был сыном царя Котиса II, он не мог одновременно быть «дядей и опекуном» его сыновей, ещё не достигших совершеннолетия в период между 20 и 18 годами до н. э. В своё время Теодор Моммзен предположил, что упомянутые Дионом Кассием Котис и Реметалк (а равно и упомянутый Тацитом Рескупорид) были сыновьями одрисского царя Садала II. Эта теория получила распространение среди последующих исследователей, не смотря на явное не соответствие эпиграфическим данным, упомянутым выше. В 1897 году английский археолог Джон Кроуфут выдвинул гипотезу, что Котис, Реметалк и Рескупорид были сыновьями сапейского царя Рескупорида I, о деяниях которого повествует Аппиан в связи с обстоятельствами битвы при Филиппах 42 года до н. э., что также не соответствовало содержанию обнаруженных позже надписей с генеалогией царя Реметалка II. Следует, однако, заметить, что первые издатели этих надписей посчитали упоминаемого в них царя Реметалка II сыном убитого восставшими бессами Рескупорида, сына Котиса, а не сыном Рескупорида II, брата Реметалка I, о деяниях которого повествует Тацит. На основе этих гипотез болгарский историк Маргарита Тачева создала новую родословную модель, соединяющую в себе две предыдущие. В этой версии сыновьями Рескупорида I, участника битвы при Филиппах, являлись царь Реметалк I, Рескупорид II и царь Котис II. Сыном этого царя Котиса был молодой Рескупорид, убитый бессами ближе к 11 году до н. э., который был женат на дочери своего дяди Реметалка I. Именно от этого брака родился царь Реметалк II, который, таким образом, являлся внуком по отцу царя Котиса и внуком по матери царя Реметалка, что вполне соответствует эпиграфическим данным. Проблема этой модели состоит, прежде всего, в том, что Тацит в своих Анналах прямо называет царя Реметалка II сыном и преемником Рескупорида II, брата Реметалка I.
Совершенно по-иному выглядит генеалогическая реконструкция, предложенная немецким антиковедом Германом Дессау в 1913 году. Согласившись с тем, что Котис, упоминаемый Дионом Кассием, был сыном одрисского царя Садала II и царицы Полемократии, Дессау добавил ещё одного Котиса, который якобы был сыном сапейского царя Рескупорида I и отцом Реметалка I и Рескупорида II. Согласно гипотезе Дессау, Котис, сын Садала II, был женат на дочери Котиса, сына Рескупорида I и, соответственно, сестре Реметалка I. После смерти Котиса, сына Садала, Реметалк I стал опекуном его детей — своих племянников (в частности, упомянутого Дионом Кассием Рескупорида), а после их гибели во время восстания бессов унаследовал одрисские земли. Гипотеза Дессау позволила согласовать сведения античных авторов с эпиграфическими данными и на протяжении XX века получила широкое распространение среди исследователей. Следующая гипотетическая схема родственных отношений сапейских царей была предложена в 1936 году Брунхильдой Ленк, участвовавшей в создании Реальной энциклопедии. По её мнению, Реметалк I, Рескупорид II и Котис были сыновьями Котиса, являвшегося де сыном сапейского царя Рескупорида I. В этой схеме Котис был старшим братом и царём, рано умершим и оставившим своих несовершеннолетних детей (включая убитого бессами Рескупорида) под опекой своего младшего брата Реметалка I. Хотя в источниках не упоминается сапейский царь Котис, сын Котиса, эта версия представляется наиболее простой и логичной, а отсутствие сведений об этом царе может свидетельствовать о его кратковременном правлении и ранней смерти приблизительно в конце 20-х годов до н. э., что и явилось причиной передачи его несовершеннолетних детей под опеку Реметалка I.

## Правление
Какими бы ни были на самом деле родственные связи известных нам из источников представителей сапейской династии 2-й половины I века до н. э., большинство исследователей сходится в одном — Реметалк I являлся опекуном своих племянников до восстания бессов, произошедшего не позднее 11 года до н. э., при этом Реметалк приблизительно с 18 года до н. э. управлял собственно сапейскими землями. Старшим из его племянников, вероятно, был Рескупорид, сын Котиса, который управлял землями одрисов с центром в Визии и являлся законным наследником фактически объединённого к тому моменту Фракийского царства. После убийства Рескупорида предводителем восставших бессов Вологезом, что имело место ближе к 11 году до н. э., к Реметалку I перешла власть над всей Фракией.
Согласно Аннею Флору, правление Реметалка I было отмечено многочисленными восстаниями фракийских племён. Реметалк был последовательным союзником Рима, создал дисциплинированное войско, хорошо экипированное и оснащённое римским оружием («Он приучил варваров и к военным значкам, и к дисциплине, и даже к римскому оружию»). В связи с этим Дион Кассий повествует об участии Реметалка I в подавлении римлянами Паннонского восстания (лат. Bellum Batonianum — «Батонианская война») в 6 году. Когда восставшие паннонцы во главе с Батоном из племени бревков захватили гору Альма на правом берегу Дуная, легат-пропретор Мёзии Авл Цецина Север послал против них Реметалка с фракийскими войсками, который в небольшом сражении разбил силы Батона. С наступлением зимы войска восставших вновь вторглись в Македонию, но были остановлены совместными силами Реметалка и его брата Рескупорида.
Реметалк I умер незадолго до смерти Октавиана Августа (14 год); среди исследователей распространено мнение, что он умер в 12 году. Согласно «Анналам» Тацита, после кончины Реметалка власть над менее благополучной частью Фракии Август отдал его брату Рескупориду, а над более развитой и благополучной, граничившей с греческими городами, — его сыну Котису.